# 2390 Nežárka
2390 Nežárka è un asteroide della fascia principale del diametro medio di circa 22,74 km. Scoperto nel 1980, presenta un'orbita caratterizzata da un semiasse maggiore pari a 2,6203624 UA e da un'eccentricità di 0,1454296, inclinata di 10,34842° rispetto all'eclittica.
L'asteroide è dedicato al fiume della Repubblica Ceca Nežárka.